# Abbey Road (Docklands Light Railway)
Abbey Road è una stazione della Docklands Light Railway sita nei dintorni di West Ham nel borgo londinese di Newham, nell'est di Londra. Si trova sulla derivazione di Stratford International della Docklands Light Railway.

## Storia
La stazione venne costruita sul tracciato originale della Eastern Counties and Thames Junction Railway tra le stazioni di Stratford e Canning Town nel 1846. Nel 1979 la linea è diventata parte di quella che ora è conosciuta come la North London Line. La Eastern Counties e la Thames Junction Railway avevano quattro tracciati su questa sezione del percorso. La coppia occidentale è stata riqualificata come parte di un'estensione della Linea Jubilee della metropolitana di Londra nel 1999 e la coppia orientale, che ospitava il servizio North London Line, è stata limitata a Stratford nel 2006. I binari sono stati convertiti per essere usati come parte della linea della Docklands Light Railway e la stazione è stata costruita con due piattaforme ed aperta al traffico il 31 agosto 2011, con oltre un anno di ritardo, fornendo alla comunità nuovi collegamenti con il resto di Londra.